# Ruta Provincial 51 (Buenos Aires)
La Ruta Provincial 51 recorre de norte a sur el interior de la Provincia de Buenos Aires, Argentina, nace en la ciudad de Ramallo, cabecera del partido homónimo, a partir del club náutico, y finaliza en la ciudad de Bahía Blanca, en una rotonda con la Autovía Juan Pablo II.
Esta ruta es muy utilizada por autos y camiones cargados con cereal, ya que tanto Bahía Blanca como Ramallo poseen importantes centros portuarios. En el caso de Ramallo, el puerto de Ternium Siderar trabaja en la carga y descarga de insumos y productos siderúrgicos, luego el puerto de la empresa Bunge. Ha sido nuevamente asfaltada en varios tramos en 2003 y 2004
Es la vía productiva más importante debido a que une los puertos de Ramallo con el de Bahía Blanca y atraviesa en total 16 municipios bonaerenses: Ramallo, Pergamino, Arrecifes, Capitán Sarmiento, Carmen de Areco, Chivilcoy, 25 de Mayo, Saladillo, General Alvear, Tapalqué, Azul, Olavarría, General La Madrid, Coronel Pringles, Laprida y Bahía Blanca.
La ruta tiene una interrupción de unos 28 kilómetros entre las localidades de Azul y Olavarría, las cuales están unidas por la Ruta Nacional 226. Este tramo cuenta con doble calzada de circulación de dos carriles cada una.
En mayo de 2019 ¡se anunciaron obras de repavimentación. que fueron paralizadas dos meses después En 2020 comenzaron las obras de repavimentación siendo inaugurado el primer tramo en agosto de ese año por el gobernador bonaerense Axel Kicillof en la obra de repavimentación se agregaron carriles de sobrepaso en zonas serranas con pendientes sinuosas, y asfalto en banquinas. Ese mismo mes se lanzó el segundo tramo de la obra con una inversión de 1200 millones de pesos

## Recorrido
La ruta provincial 51 pasa por las siguientes ciudades de más de 5000 habitantes:
- Partido de Ramallo: Ramallo (kilómetro 0)
- Partido de Pergamino: La Violeta (km 33)
- Partido de Arrecifes: Arrecifes(km 74)
- Partido de Capitán Sarmiento: No hay Localidades
- Partido de Carmen de Areco: Carmen de Areco(km 121)
- Partido de Chivilcoy: Chivilcoy (km 174)
- Partido de Veinticinco de Mayo: Veinticinco de Mayo (km 242)
- Partido de Saladillo: Saladillo (km 280)
- Partido de General Alvear: General Alvear (km 321)
- Partido de Tapalqué: Tapalqué (km 363)
- Partido de Azul: Azul (km 405)
- Partido de Olavarría: Olavarría (km 440)
- Partido de General La Madrid: no hay localidades
- Partido de Laprida: no hay localidades, pero cruza la ruta 86 que conduce a la cabecera del partido.
- Partido de Coronel Pringles: Coronel Pringles (km 617)
- Partido de Bahía Blanca: Cabildo (km 693) y Bahía Blanca (km 735) donde la ruta finaliza en la avenida de Circunvalación.